# The Saturdays
The Saturdays är en brittisk/irländsk tjejgrupp bestående av Frankie Sandford, Una Healy, Mollie King, Rochelle Humes (f. Wiseman) och Vanessa White.

## Diskografi

### Studioalbum
- 2008: Chasing Lights
- 2009: Wordshaker
- 2010: Headlines
- 2011: On Your Radar
- 2013: Living For The Weekend

### Singlar
- 2008: "If This Is Love"
- 2008: "Up"
- 2009: "Issues"
- 2009: "Just Can't Get Enough"
- 2009: "Work"
- 2009: "Forever Is Over"
- 2010: "Ego"
- 2011: "Notorius"
- 2011: "All Fired Up"
- 2012: "30 Days"
- 2013: "What About Us"
- 2013: "Gentleman"
- 2013: "Disco Love"